# Gamla stadsbiblioteket, Halmstad
Gamla stadsbiblioteket i Halmstad är en byggnad vid Fredsgatan 2 i Östra förstaden, som invigdes 1953 som lokaler för Halmstads stadsbibliotek. Det användes som bibliotek till 2006 och har sedan 2009 varit kulturhuset för ungdomar ”Nolltrefem”.
Förslag om en biblioteksbyggnad på Fredsgatan lades fram av stadsarkitekten Fredrik Wetterqvist redan 1942, men andra världskriget gjorde att ett bygge sköts på framtiden. Som stadsbibliotek ersattes byggnaden 2006 av det nya Halmstads stadsbibliotek vid – och delvis ovanför – Nissan.

## Historik
Florus Toll, överstelöjtnant och chef för Hallands bataljon, och hans hustru Anette donerade 1859 sin boksamling på 1 700 böcker till Halmstads lägre lärdomsskola i Twistens gård på Storgatan som skolbibliotek. Tanke var också att böcker skulle kunna lånas ut till allmänheten.  
I Halmstad fanns också sedan 1898 ett arbetarbiblioteket, som drevs av den lokala nykterhets- och arbetarrörelsen. Detta inrymdes från 1902 i Gamla Folkets hus på Kungsgatan. Detta fick från 1907 också viss finansiering av kommunen och började då också låna ut böcker till allmänheten. Samma år beslöt stadsfullmäktige också att avsätta medel till en biblioteksfond, vilken 1914 hade tillräckligt med medel för att bygga upp ett stadsbibliotek. Projektet försenades av första världskriget, men 1921 togs beslut av stadsfullmäktige. I september 1922 öppnade stadsbiblioteket i ombyggda lokaler på Hospitalsgatan, mitt emot Sankt Nikolai kyrka och granne med Tre Hjärtan.  
Fastigheten hade under kriget använts av den lokala kristidsorganisationen, under Folkhushållningskommissionen. Huset revs 1936 för att ge utrymme för det nya Halmstads rådhus.
Biblioteket hade 1 200 böcker. Året efter invigningen kunde kommunen införliva den Tollska samlingen i stadsbibliotekets bokbestånd. Namnet ändrades samtidigt till ”stadsbiblioteket med Tollska biblioteket”. 1934 slogs arbetarbiblioteket också samman med stadsbiblioteket. Det blev dock fysiskt kvar i Folkets hus och betraktades som en filial till stadsbiblioteket.

## Ett nytt stadsbibliotek vid Fredsgatan
Lokalerna ansågs redan vid 1930-talets början som för små. Ett alternativ var att bygga ut fastigheten, men planen för att bygga ett nytt rådhus på tomten kom emellan. Det andra alternativet var att flytta in i Gamla rådhuset vid Nissan. Biblioteket flyttade därför 1936 till provisoriska lokaler i Gamla läroverkets solennitetssal, samtidigt som stora delar av samlingarna magasinerades på vinden till det gamla rådhuset.
Planerna på att bygga Slottsbron ändrade förutsättningarna beträffande flytt till rådhuset, eftersom brobygge ledde till rivning av det gamla rådhuset. Därför lade
stadsarkitekten Fredrik Wetterqvist 1942 fram ett förslag till ett nybyggt stadsbibliotek vid Fredsgatan. Ännu en gång kom ett världskrig att försena planerna, men 1953 stod den nya byggnaden klar. Det användes som bibliotek till 2006 och har sedan 2009 varit kulturhuset för ungdomar Nolltrefem. Den nya byggnaden Halmstads stadsbibliotek vid Nissan invigdes 2006.